# Alekséi Krútikov
Alekséi Nikoláyevich Krútikov (en ruso: Алексе́й Никола́евич Кру́тиков; Kíneshma, 20 de julio de 1895 - Moscú, 23 de abril de 1949) fue un líder militar soviético que combatió durante la Segunda Guerra Mundial en las filas del Ejército Rojo donde alcanzó el grado de teniente general (1943).
Veterano del Ejército Imperial Ruso durante la Primera Guerra Mundial y del Ejército Rojo en la guerra civil rusa, Krútikov se graduó en la Academia Militar Frunze en 1931 y en la Academia Militar del Estado Mayor en 1938. Fue nombrado jefe del Estado Mayor del 7.º Ejército en noviembre de 1940 y sirvió como comandante del 7.º Ejército entre enero de 1943 y agosto de 1944. Colaboró estrechamente con el mariscal Kiril Meretskov mientras era jefe de Estado Mayor del Frente de Carelia (septiembre-noviembre de 1944), jefe de Estado Mayor del Grupo Marítimo de Fuerzas (abril-agosto de 1945) y jefe de Estado Mayor del Primer Frente del Lejano Oriente (agosto-octubre de 1945).

## Biografía

### Infancia y juventud
Alekséi Krútikov nació en Kíneshma —en esa época situada en la gobernación de Kostromá del Imperio ruso, actualmente ubicada en el óblast de Ivánovo, en Rusia—, el 20 de julio de 1895. Se alistó en el Ejército Imperial Ruso al estallar la Primera Guerra Mundial en 1914, luchó en el frente como oficial subalterno (poruchik) tras un curso intensivo de formación para oficiales subalternos. Se unió al recién formado Ejército Rojo de en 1918 y al Partido Comunista —en esa época conocido como Partido Obrero Socialdemócrata de Rusia (bolchevique)— en 1919 durante la guerra civil rusa.
Tras ascender en las filas del Ejército Rojo durante el período de entreguerras, se graduó en la Academia Militar Frunze en 1931 y en la Academia Militar del Estado Mayor de las Fuerzas Armadas de la URSS en 1938. Fue ascendido a kombrig en 1939 y nombrado mayor general cuando se introdujeron por primera vez los rangos tradicionales de oficiales generales en el Ejército Rojo en junio de 1940.
Nombrado instructor superior en la Academia Militar del Estado Mayor en agosto de 1940, asumió luego el cargo de jefe de Estado Mayor del 7.º Ejército del Distrito Militar de Leningrado en noviembre de 1940.

### Segunda Guerra Mundial
Tras la entrada de Finlandia en la guerra contra la Unión Soviética del lado de Alemania tras el inicio de la invasión alemana de la Unión Soviética en junio de 1941, el 7.º Ejército formó parte temporalmente de los frentes Norte y de Carelia hasta el otoño de 1941, pero permaneció en Carelia oriental, posteriormente fue renombrado como el 7.º Ejército Independiente. Sustituido como jefe de Estado Mayor por el coronel M. I. Peshekhontsev, el mayor general Krutikov fue nombrado comandante del 7.º Ejército Independiente en enero de 1943 y ascendido a teniente general en abril de 1943. El 7.º Ejército Independiente se reincorporó al Frente de Carelia (ahora bajo el mando del general de ejército Meretskov) en la primavera de 1944.

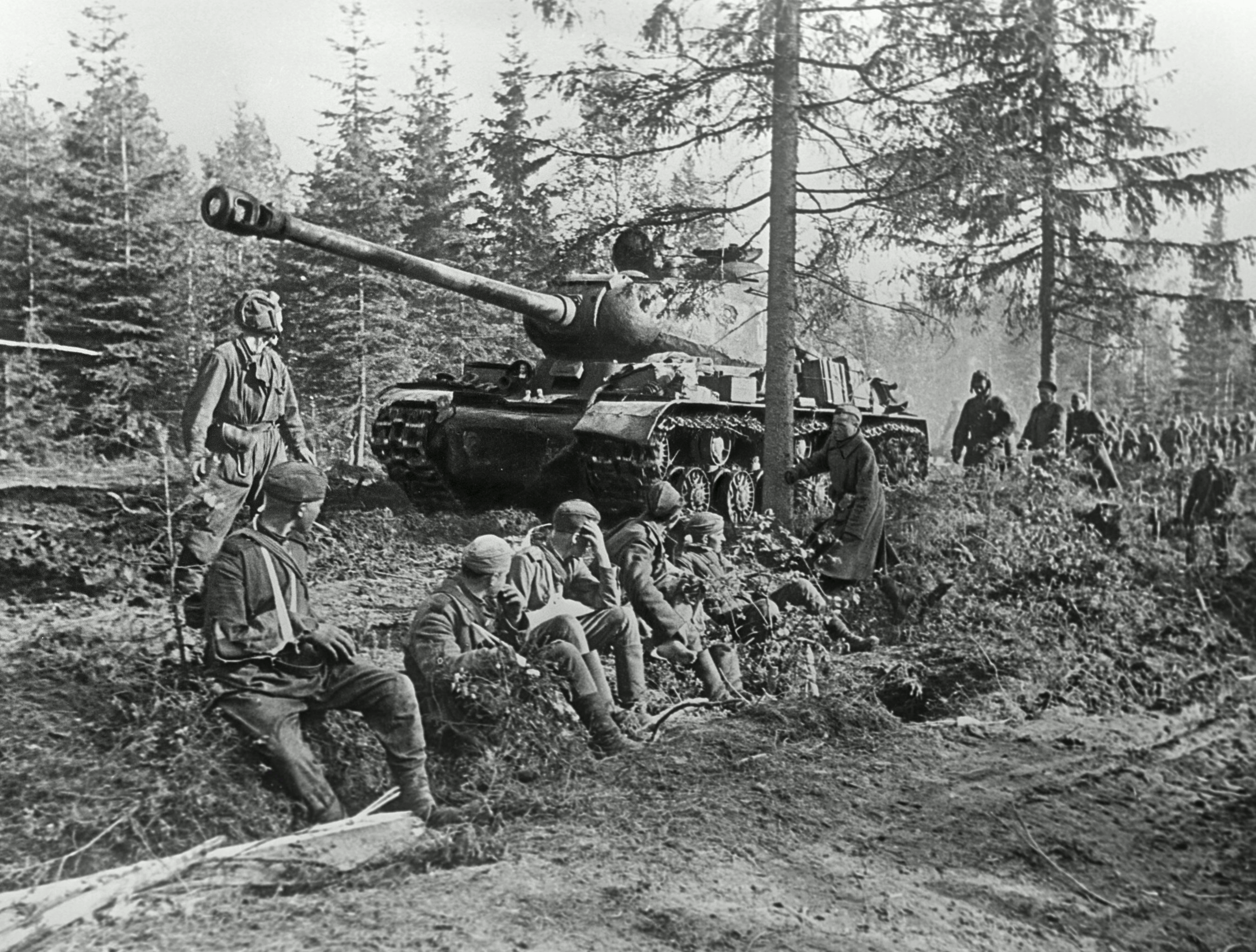
Tropas soviéticas avanzan en los bosques de Carelia, en segundo plano se aprecia un tanque pesado IS-2

En junio de 1944, el Frente de Carelia, que hasta entonces había tenido un papel predominantemente defensivo, pasó a la ofensiva. La destrucción de las fuerzas enemigas entre el lago Ládoga y el lago Onega recayó en el 7.º Ejército del teniente general Krútikov, encargado de atacar en dirección a Olónets-Pítkiaranta-Sortavala tras forzar el paso del río Svir. Un cuerpo de fusileros con una brigada de tanques se destacó para despejar la orilla occidental del lago Onega junto con el 32.º Ejército de Filip Gorelenko, que recibió órdenes de destruir la concentración de tropas enemigas en torno a Medvezhegorsk y cooperar con el 7.º Ejército en la liberación de la ciudad de Petrozavodsk antes de continuar su avance.
Los finlandeses eran conscientes de que las tropas soviéticas iban a iniciar una ofensiva por lo que rápidamente se retiraron del Svir y de sus posiciones avanzadas en el área de Medvezhegorsk, lo que permitió al 7.º Ejército llegar rápidamente al río en la tarde del 20 de junio. A la mañana siguiente, el 7.º Ejército inició una ofensiva total y llegó al lado opuesto del Svir en veinticuatro horas; su avance fue precedido por tres horas y media de bombardeo de artillería de 1500 cañones y bombardeos de más de 3000 aviones del 7.º Ejército Aéreo del teniente general Iván Sokolov. Aunque el avance soviético se ralentizó como resultado del lento movimiento de los suministros a través del Svir, el 7.º Ejército tomó Olónets y se acercó a Pítkiaranta con el apoyo de la Infantería Naval de la Flotilla del Lago Ládoga en una semana. Obligados a retirarse nuevamente, los finlandeses abandonaron Petrozavodsk el 27 de junio de 1944.
Aunque tuvo éxito en eliminar las primeras dos de las tres líneas defensivas finlandesas entre Loimola y Koirinoja en julio después de ser reforzado por un nuevo cuerpo y una brigada de tanques, el 7.º Ejército de Krútikov no logró atravesar la defensa final en la batalla de Nietjärvi y el frente se estabilizó. A pesar de este éxito de último momento, los ataques soviéticos prácticamente habían agotado las reservas finlandesas.
El 27 de agosto de 1944, dejó el mando del 7.º Ejército al teniente general Vladímir Gluzdovski y el 1 de septiembre, Krútikov sustituyó al teniente general Boris Pigarevich como jefe de Estado Mayor del Frente de Carelia. Tras las negociaciones del verano de 1944, el Armisticio de Moscú puso fin a las hostilidades entre Finlandia y la Unión Soviética en septiembre de 1944 y desencadenó la Guerra de Laponia entre Finlandia y Alemania. Al mes siguiente, el Frente de Carelia de Meretskov lanzó la Ofensiva Petsamo-Kirkenes contra las fuerzas alemanas en el norte de Finlandia y el noreste de Noruega el 7 de octubre de 1944, la última gran ofensiva en el entorno ártico de la guerra. Con la ayuda de los asaltos de la Infantería de Marina lanzados por la Flota del Norte, el Frente de Carelia obligó a las tropas alemanas en el norte de Finlandia a iniciar la retirada hacia Noruega el 15 de octubre. Las tropas soviéticas liberaron el puerto noruego de Kirkenes el 25 de octubre, lo que llevó a los alemanes a iniciar las operaciones de evacuación de las fuerzas alemanas en la península noruega de Varanger al día siguiente. Las tropas soviéticas llegaron a Neiden el 29 de octubre y finalmente se detuvieron en Tanafjord mientras los alemanes se retiraban más al oeste, a Lakselv.
Las operaciones exitosas del Ejército Rojo en el extremo norte fueron reconocidas con el ascenso de Kiril Meretskov a Mariscal de la Unión Soviética el 26 de octubre de 1944. En la primavera de 1945, Meretskov designó a Krútikov como su jefe de Estado Mayor cuando fue nombrado comandante del Grupo Marítimo de Fuerzas a lo largo de las fronteras del Extremo Oriente soviético, y la reorganización de las fuerzas soviéticas por parte de Stavka en preparación para el asalto contra el Ejército de Kwantung japoneses convirtió a Meretskov y Krútikov en comandante y jefe de Estado Mayor del recién organizado Primer Frente del Lejano Oriente en agosto de 1945.

#### Guerra en Manchuria
El 9 de agosto, la Unión Soviética inició la Operación Tormenta de Agosto, la invasión del estado títere de Manchukuo, con un asalto en tres frentes contra el Ejército de Kwantung japonés. Atacando la gran concentración de tropas japonesas en el este de Manchuria desde la región entre Vladivostok y Jabárovsk, el Primer Frente del Lejano Oriente se unió al Frente del Transbaikal del mariscal Rodión Malinovski en el oeste, logrando una exitosa trampa mediante el ocultamiento y la sorpresa, mientras que el Segundo Frente del Lejano Oriente del general del ejército Maksim Purkáyev se unió desde el norte. Al mismo tiempo, elementos del 25.º Ejército del Frente lucharon en la Corea japonesa con el apoyo de la Infantería Naval desplegada por la Flota del Pacífico.
Cuando el 15 de agosto, el emperador Hirohito anunció su consentimiento a la rendición incondicional del Japón, la mayoría de los objetivos soviéticos ya se habían alcanzado. A pesar del cerco total por parte de las fuerzas soviéticas, la resistencia del Ejército de Kwantung en Manchuria persistió varios días más, siendo especialmente férrea en Mudanjiang, un bastión japonés que bloqueaba el paso a Harbin y Jilin. Entre el 15 y el 16 de agosto, se produjeron algunos de los combates más intensos en Manchuria cuando el Primer Ejército de la Bandera Roja y el 5.º Ejército del Primer Frente del Lejano Oriente forzaron el paso del río Mudan y capturaron Mudanjiang. Para el 20 de agosto, las últimas tropas japonesas abandonaron la resistencia y se rindieron.

### Posguerra

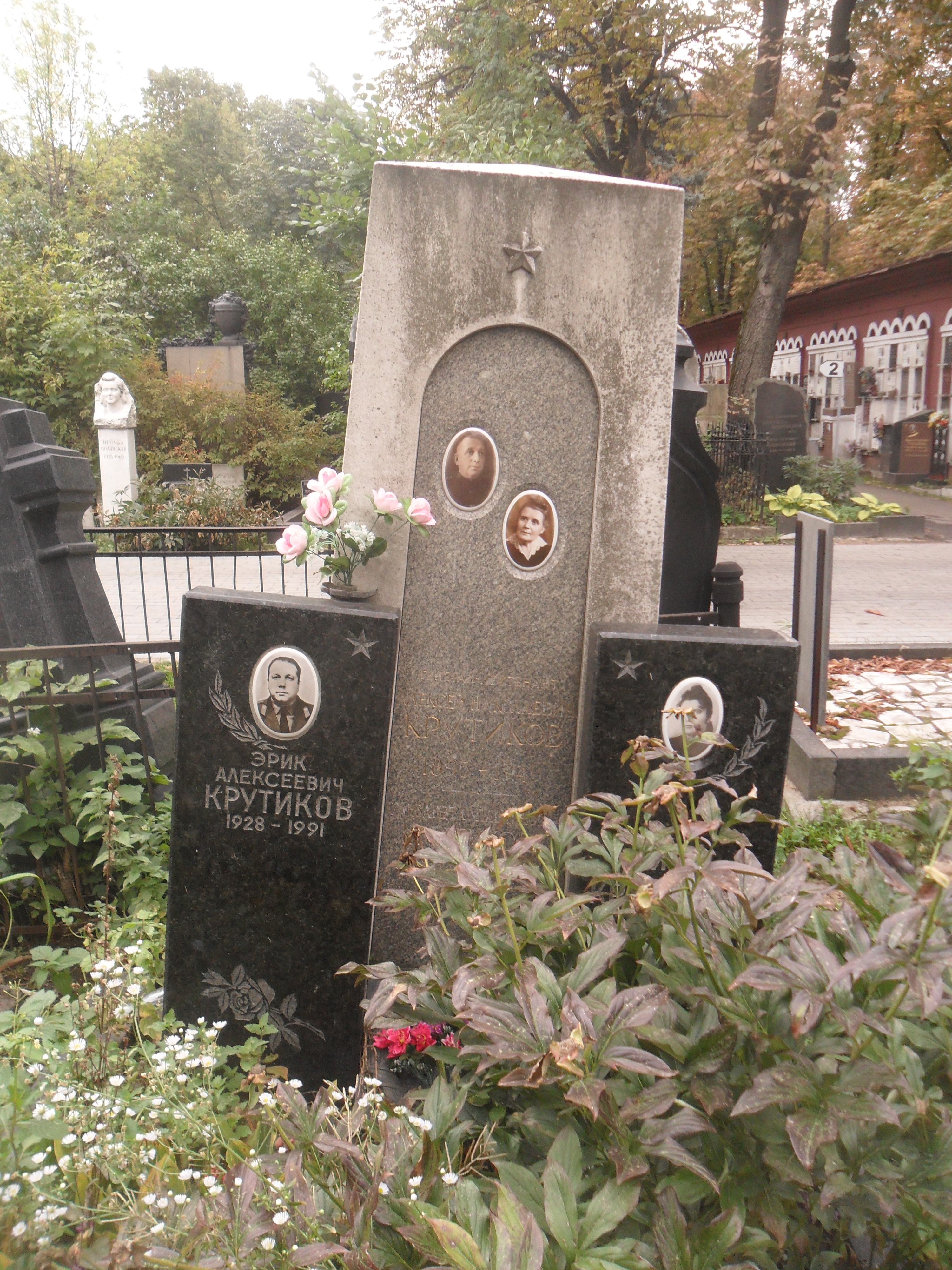
Tumba del teniente general Alekséi Krútikov en el cementerio Novodévichi de Moscú.

El Primer Frente del Lejano Oriente se disolvió al final de la guerra en 1945, y el mariscal Meretskov fue nombrado comandante del Distrito Militar Primorski del Extremo Oriente soviético, con el teniente general Krútikov como su jefe de Estado Mayor. En 1946, fue nombrado subdirector del Departamento de Academias Militares del Ministerio de Defensa de la URSS en Moscú.
Falleció el 23 de abril de 1949 en Moscú y fue enterrado en el cementerio Novodévichi de la capital moscovita.

## Promociones
- Coronel (28 de noviembre de 1935)
- Kombrig (17 de mayo de 1939)
- Mayor general (4 de junio de 1940)
- Teniente general (28 de abril de 1943).[2]

## Condecoraciones
A lo largo de su carrera militar, Alekséi Krútikov recibió las siguientes condecoraciones
Unión Soviética
|  | Orden de Lenin, dos veces (? y 21 de febrero de 1945)                                             |
|  | Orden de la Bandera Roja, tres veces (22 de febrero de 1943, 3 de noviembre de 1944 y 1948)       |
|  | Orden de Suvórov de 1.er grado, dos veces (12 de julio de 1944 y 8 de septiembre de 1945)         |
|  | Orden de Bohdán Jmelnitski de 1.er grado (2 de noviembre de 1944)                                 |
|  | Orden de la Estrella Roja (22 de febrero de 1941)                                                 |
|  | Medalla por la Defensa del Ártico Soviético                                                       |
|  | Medalla por la Victoria sobre Alemania en la Gran Guerra Patria 1941-1945 (20 de octubre de 1945) |
|  | Medalla por la Victoria sobre Japón (30 de septiembre de 1945)                                    |
|  | Medalla del 20.º Aniversario del Ejército Rojo de Obreros y Campesinos                            |
|  | Medalla del 30.º Aniversario de las Fuerzas Armadas de la URSS                                    |

Otros países
|  | Orden de la Nube y el Estandarte de 1.er grado |
|  | Orden de la Bandera Nacional de 1.er grado     |
|  | Medalla por la Liberación de Corea             |